# Gråryggig tachuri
Gråryggig tachuri (Polystictus superciliaris) är en fågel i familjen tyranner inom ordningen tättingar.

## Utbredning och systematik
Fågelns utbredningsområde är i sydöstra Brasilien (centrala Bahia till Minas Gerais och norra São Paulo). Den behandlas som monotypisk, det vill säga att den inte delas in i några underarter.

## Status
IUCN kategoriserar arten som livskraftig.